# Whitehead Light Cars
Whitehead Light Cars war ein britischer Automobilhersteller, der nur 1921 in Bradford (Yorkshire) ansässig war.
Der Whitehead war ein konfektioniertes Leichtfahrzeug, das heißt, er wurde ausschließlich aus Teilen anderer Hersteller montiert. Angetrieben wurden die offenen Wagen von einem Vierzylinder-Reihenmotor von Coventry-Simplex mit 1498 cm³ Hubraum.

## Quelle
- David Culshaw & Peter Horrobin: The Complete Catalogue of British Cars 1895–1975. Veloce Publishing plc. Dorchester (1997). ISBN 1-874105-93-6